# Johann Ackermann (Triathlet)
Johann Ackermann (* 11. Januar 1984) ist ein ehemaliger deutscher Triathlet. Er ist Vize-Europameister im Aquathlon (2011), Sieger auf der Triathlon-Langdistanz (2014) und wird in der Bestenliste deutscher Triathleten auf der Ironman-Distanz geführt.

## Werdegang
Johann Ackermann wuchs in Darmstadt auf. Er war als Jugendlicher bis 2002 als Schwimmer im DSW 1912 Darmstadt aktiv.

### Bundesliga Triathlet
In den Jahren 2003 bis 2009 war Ackermann Bundesliga-Starter für die Vereine DSW 1912 Darmstadt, TUS Griesheim und Stibel Eltron Obergünzburg.

### Erster Langdistanz-Start 2011 und Ironman Premiere 2013
Nach seinem vierten Platz bei seinem Langdistanzdebüt 2011 bei der Deutschen Meisterschaft in Köln, ging Ackermann im November 2013 in Arizona bei seinem ersten Ironman-Rennen an den Start (3,86 km Schwimmen, 180,2 km Radfahren und 42,195 km Laufen). Dort belegte er den zehnten Rang.
Mit einem Sieg auf der Ironman-Distanz beim Cologne Triathlon Weekend 2014 und dem Sieg beim Bonn-Triathlon auf der Mitteldistanz im gleichen Jahr konnte Ackermann auch auf den langen Distanzen auf sich aufmerksam machen. Im Juni 2015 konnte er seinen Titel beim Bonn-Triathlon mit neuem Streckenrekord erfolgreich verteidigen. Bei den Deutschen Triathlon-Meisterschaften bei der Challenge Roth auf der Langdistanz wurde er im Juli 2016 Fünfter.
Zudem belegte er zahlreiche weitere internationale Top-10-Ergebnisse über die Mitteldistanz (Ironman 70.3) sowie die Ironman-Distanz. Ackermann ging in den Jahren 2011 bis 2019 bei 15 Ironman-Rennen als Profi an den Start.
Im Sommer 2019 musste er nach einer Kreuzbeinfraktur verletzungsbedingt pausieren und beendete nach dem Ironman Cozumel seine Karriere. Seit 2020 ist Ackermann als Trainer und Motivationscoach tätig und betreut Schwimmer und Triathleten aller Leistungsniveaus innerhalb seines Unternehmens DeinSchwimmcoach im Schwimmen mit unterschiedlichen Trainingsangeboten und Schwimmkursen.
Seit September 2021 ist er mit der Fernsehmoderatorin Jana Azizi liiert und seit September 2023 verheiratet. Der Diplom-Sportwissenschaftler (DSHS) lebt in Köln.

## Sportliche Erfolge
| Datum/Jahr    | Platz | Wettbewerb                      | Austragungsort    | Zeit     | Bemerkung |
| ------------- | ----- | ------------------------------- | ----------------- | -------- | --- |
| 1. Sep. 2019  | 10    | Ironman 70.3 Zell am See-Kaprun | Zell am See       | 04:05:49 | |
| 2. Feb. 2019  | 4     | Ironman 70.3 Dubai              | Dubai             | 3:47:32  | |
| 15. Apr. 2018 | 7     | Challenge Roma                  | Rom               | 03:26:12 | „Mitteldistanz“ (unklare Streckenangaben)                                                                    |
| 2. Feb. 2018  | 11    | Ironman 70.3 Dubai              | Dubai             | 3:48:44  | „First out of Water“ vor Alistair Brownlee                                                                   |
| 28. Jan. 2018 | 6     | Ironman 70.3 South Africa       | East London       | 04:17:05 | |
| 3. Sep. 2017  | 1     | Nibelungen-Triathlon            | Xanten            | 01:54:57 | Sieger auf der olympischen Distanz                                                                           |
| 25. Juni 2017 | 2     | Indeland Triathlon              | Indeland          | 03:54:47 | |
| 18. Juni 2017 | DNF   | Ironman 70.3 Luxemburg          | Remich            | –        | Ausstieg auf der Laufstrecke                                                                                 |
| 11. Juni 2017 | 7     | Bonn-Triathlon                  | Bonn              |          | zurückgeworfen nach Defekt auf dem Rad                                                                       |
| 21. Mai 2017  | 21    | Ironman 70.3 Austria            | St. Pölten        | 04:21:51 | |
| 11. Sep. 2016 | 2     | Ironman 70.3 Rügen              | Binz              | 03:48:50 | |
|               | 4     | Ironman Barcelona               |                   |          | |
| 19. Juni 2016 | 1     | Indeland Triathlon              | Indeland          | 03:51:41 | Sieger auf der Mitteldistanz bei der neunten Austragung (1,9 km Schwimmen, 88 km Radfahren und 20 km Laufen) |
| 28. Mai 2016  | 1     | Löwen-Triathlon                 | Hachenburg        | 01:08:00 | Sieger bei der vierten Austragung, auf der Sprintdistanz – neben Celia Kuch bei den Frauen                   |
| 14. Juni 2015 | 1     | Bonn-Triathlon                  | Bonn              | 02:46:51 | Erfolgreiche Titelverteidigung mit neuem Streckenrekord                                                      |
| Juni 2015     | 1     | Indeland Triathlon              | Indeland          |          | Sieger auf der Mitteldistanz                                                                                 |
| 15. Juni 2014 | 6     | UK Ironman 70.3                 | Somerset          | 04:33:24 | |
| 8. Juni 2014  | 1     | Bonn-Triathlon                  | Bonn              | 02:51:53 | [ 10 ] |
| 10. Mai 2014  | 9     | Challenge Rimini                | Rimini            | 04:13:53 | |
| 3. Nov. 2013  | 3     | Ocean Lava Lanzarote Triathlon  | Lanzarote         |          | auf der Mitteldistanz hinter dem Sieger Marino Vanhoenacker                                                  |
| 11. Aug. 2013 | 35    | Ironman 70.3 Germany            | Wiesbaden         | 04:24:43 | |
| 30. Juni 2013 | 1     | Heinerman                       | Darmstadt         | 01:53:22 | [ 11 ] |
| 11. Mai 2013  | 28    | Ironman 70.3 Mallorca           | Alcúdia           | 04:12:08 | [ 12 ] |
| 3. Juni 2012  | 7     | Ironman 70.3 Switzerland        | Rapperswil-Jona   | 03:56:41 | |
| 8. Okt. 2011  | 9     | Ocean Lava Lanzarote Triathlon  | Lanzarote         | 04:28:54 | |
| 7. Aug. 2011  | 1     | Frankfurt-City-Triathlon        | Frankfurt am Main | 02:01:48 | Erster Platz vor Timo Bracht und Jens Roth                                                                   |
| 22. Mai 2011  | 26    | Ironman 70.3 Austria            | St. Pölten        | 04:19:10 | erster Start auf der Ironman 70.3-Distanz (1,9 km Schwimmen, 90 km Radfahren und 21,1 km Laufen)             |
| 25. März 2011 | 1     | Cologne Cross Tri               | Köln              | 01:25:24 | 700 m Schwimmen, 18,5 km Mountainbiken und 10 km Laufen                                                      |
| 7. Juni 2009  | 3     | Mußbach Triathlon               | Mußbach           | 02:07:58 | Hinter dem Sieger Timo Bracht                                                                                |
| 2002          | 1     | Edersee-Triathlon               | Waldeck           |          | Sieger Volkstriathlon                                                                                        |

| Datum/Jahr    | Platz | Wettbewerb                                                   | Austragungsort    | Zeit     | Bemerkung |
| ------------- | ----- | ------------------------------------------------------------ | ----------------- | -------- | --- |
| 18. Nov. 2019 | 16    | Ironman Mexiko                                               | Cozumel           | 08:31:16 | Hitzschlag auf der Laufstrecke                                                                               |
| 2. Nov. 2019  | DNF   | Ironman Florida                                              | Panama City Beach |          | Radpanne und anschließende Aufgabe auf der Laufstrecke                                                       |
| 28. Apr. 2018 | 10    | Ironman Texas                                                | Woodlands         | 07:57:02 | Zweitschnellster Radsplit mit 4:03 h                                                                         |
| 19. Aug. 2018 | 6     | Ironman Copenhagen                                           | Kopenhagen        | 08:15:47 | |
| 2. Apr. 2017  | 16    | Ironman South Africa                                         | Port Elizabeth    | 08:39:44 | |
| 2. Okt. 2016  | 4     | Ironman Barcelona                                            | Calella           | 08:08:16 | persönliche Bestzeit – Ackermann ging als Führender auf die Laufstrecke (4:12:07 h für 180,2 km auf dem Rad) |
| 3. Juli 2016  | 5     | DTU Deutsche Triathlon-Meisterschaft Langdistanz             | Frankfurt am Main | 08:31:06 | 10. Rang beim Ironman Germany                                                                                |
| 26. Sep. 2015 | DNF   | Ironman Mallorca                                             | Alcúdia           | –        | nach 48:41 min Schwimmen auf der Radstrecke ausgestiegen                                                     |
| 12. Juli 2015 | 6     | DTU Deutsche Triathlon-Meisterschaft Langdistanz             | Roth              | 08:16:09 | als Siebter bei der Challenge Roth                                                                           |
| 29. März 2015 | DNF   | Ironman South Africa                                         | Port Elizabeth    | –        | |
| 6. Sep. 2014  | 1     | Cologne 226                                                  | Köln              | 08:13:20 | Erster Sieg über die Langdistanz                                                                             |
| 6. Juli 2014  | DNF   | Ironman Germany                                              | Frankfurt         | –        | Ironman European Championship                                                                                |
| 17. Nov. 2013 | 10    | Ironman Arizona                                              | Tempe (Arizona)   | 08:22:30 | Erste Ironman-Teilnahme                                                                                      |
| 8. Juli 2012  | 16    | ETU Challenge Long Distance Triathlon European Championships | Roth              | 08:43:54 | 20. Rang bei der Challenge Roth                                                                              |
| 4. Sep. 2011  | 5     | DTU Deutsche Triathlon-Meisterschaft Langdistanz             | Köln              | 08:48:44 | erster Start auf der Langdistanz beim Köln-Triathlon (Cologne226)                                            |

| Datum/Jahr    | Platz | Wettbewerb                           | Austragungsort | Zeit     | Bemerkung                                               |
| ------------- | ----- | ------------------------------------ | -------------- | -------- | ------------------------------------------------------- |
| 19. Juni 2011 | 2     | ETU Aquathlon European Championships | Köln           | 00:30:50 | Vize-Europameister im Aquathlon beim Swim & Run Cologne |

(DNF – Did Not Finish)

## Veröffentlichungen
- Johann Ackermann, Jörg Birkel: Triathlon. Das Standardwerk: Individuell trainieren mit dem Baukasten-System BLV Verlag Februar 2013. ISBN 978-3-8354-1133-3 (Rezension)